# باتريك ناغل
باتريك ناغل (بالألمانية: Patrick Nagel)‏ (6 أغسطس 1990 - ) هو لاعب كرة قدم ألماني في مركز الوسط. لعب مع هولشتاين كيل.

## وصلات خارجية
- باتريك ناغل على موقع قاعدة بيانات كرة القدم.إي يو (الإنجليزية)
- باتريك ناغل على موقع عالم كرة القدم.نت (الإنجليزية)